# 하도권
하도권(본명: 김용구, 1977년 3월 3일~)은 대한민국의 배우, 성악가이다.

## 학력
- 서울대학교 성악과 (학사 / 편입학 졸업)

## 출연 작품

### 드라마
- 2016년 소후 / SBS 《고호의 별이 빛나는 밤에》(한중 합작)
- 2017년 SBS 《사임당, 빛의 일기》
- 2018년 SBS 《서른이지만 열일곱입니다》 - 태산고 조정부 코치 역
- 2018년 SBS 《황후의 품격》 - 추기정 역
- 2019년 KBS 2TV 《퍼퓸》 - 상담사 역 (특별 출연)
- 2019년 SBS 《의사요한》 - 주형우 역
- 2019년 SBS 《스토브리그》 - 강두기 역
- 2020년 TvN 《메모리스트》 - 간부 조직원 역(특별 출연)
- 2020년 KBS 2TV 《좀비탐정》 - 노풍식 역
- 2020년 SBS 《펜트하우스》 - 마두기 역
- 2021년 SBS 《펜트하우스 2》 - 마두기 역
- 2021년 SBS 《펜트하우스 3》 - 마두기 역
- 2021년 JTBC 《알고있지만,》 - 전 여자 친구 오빠 역(특별 출연)
- 2021년 티빙/SBS 《마녀식당으로 오세요》 - 오두기 역
- 2022년 SBS 《악의 마음을 읽는 자들》 - 신기호 역 (특별출연)
- 2022년 OCN 《우월한 하루》 - 배태진 역
- 2022년 TvN 《별똥별》 - 최지훈 역
- 2022년 KBS 2TV 《붉은 단심》 - 정의균 역
- 2022년 SBS 《오늘의 웹툰》 - 허관영 역
- 2023년 TvN 《구미호뎐 1938》 - 가토 류헤이 역
- 2023년 SBS 《7인의 탈출》 - 한모네 선배 역 (특별출연)
- 2024년 TvN 《내 남편과 결혼해줘》 - 이석준 역
- 2024년 tvN 《플레이어 2 : 꾼들의 전쟁》 - 곽도수 역

### 영화
- 2016년 《고산자, 대동여지도》 - 고리대 사내 역
- 2017년 《로마의 휴일》 - 이 형사 역
- 2019년 《버티고》 - 말콤 역
- 2023년 《소년들》 - 김민재 역
- 2024년 《드라이브》 - 조성우 역
- 2024년 《탈출: 프로젝트 사일런스》 - 강 대위 역

### 연극
- 2005년 《간주곡》

### 뮤지컬
- 2004년 《미녀와 야수》
- 2005년 《명성황후》 - 7인의 사절 역
- 2005년 《오페라의 유령》 - 피르맹 역
- 2007년 《라이온 킹》 - 품바 역
- 2007년 《찬스》 - 사장 앙리 역
- 2008년 《지저스 지저스》
- 2009년 《햄릿》 - 로젼크랜츠 역
- 2011년 《투란도》 - 타타칸 역
- 2011년 《아가씨와 건달들》 - 빅쥴 역
- 2012년 《엘리자벳》 - 황실 세력가들 역
- 2013년 《레 미제라블》 - 앙상블 역
- 2013 ~ 14년 《아가씨와 건달들》 - 빅쥴 역
- 2016년 《왕의 나라》 - 공민왕 역
- 2018년 《레 미제라블 자베르》 - 자베르 역

### 오페라
- 2000년 《마탄의 사수》
- 2001년 《토스카》
- 2001년 《카발레리아 루스티까나》
- 2001년 《라 트라비아타》
- 2002년 《십자가상의 칠언 (The last seven word)》

### 교양
- 2020년 SBS 《SBS 스페셜》 - 〈스토브리그 : 더 리얼〉 - 출연자(2020.05.10)

### 예능
- 2020년 KBS 2TV 《해피투게더 4》 - 게스트(2020.03.19)
- 2020년 SBS 《동상이몽 2 - 너는 내 운명》 - 스페셜 MC(2020.03.24)
- 2020년 MBC 《미스터리 음악쇼 복면가왕》 - 참가자(2020.04.19~2020.04.26)
- 2020년 SBS 《집사부일체》 - 게스트(2020.06.21)
- 2020년 SBS 《런닝맨》 - 게스트(2020.08.09)
- 2020년 KBS 2TV 《불후의 명곡 - 전설을 노래하다》 - 참가자(2020.09.05)
- 2020년 SBS 《런닝맨》 - 게스트(2020.11.22~2020.11.29)
- 2021년 KBS 2TV 《옥탑방의 문제아들》 - 게스트(2021.01.12)
- 2021년 SBS 《런닝맨》 - 게스트(2021.02.14)
- 2021년 MBC 《구해줘! 홈즈》 - 게스트(2021.02.21)
- 2021년 MBC 《심야괴담회》 - 게스트(2021.03.11~2021.03.18)
- 2021년 MBC 《놀면 뭐하니?》 - MSG워너비 참가자(2021.03.27)
- 2021년 MBC 《놀면 뭐하니?》 - MSG워너비 참가자(2021.04.24)
- 2021년 KBS 2TV 《신상출시 편스토랑》 - 게스트(2021.04.23~2021 .05.07)
- 2021년 SBS 《정글의 법칙》 - 게스트(2021.05.22~2021.05.29)
- 2021년 SBS 《런닝맨》 - 게스트(2021.07.18,12.19 ~ 12. 26)
- 2021년 MBC 《구해줘! 홈즈》 - 게스트(2021.08.22)
- 2021년 tVN 《해치지않아》 - 게스트(2021.11.02~12.07)
- 2021년 SBS 《편먹고 공치리》- 게스트(2021.11.06 ~ 11.13)
- 2022년 SBS 《편먹고 공치리》- 게스트(2022.01.22 ~ 01.29)
- 2022년 tVN 《놀라운 토요일》 - 게스트(2022.03.12)
- 2022년 SBS 《런닝맨》 - 게스트(2022.08.07 ~ 08.14)
- 2023년 MBC 《구해줘! 홈즈》 - 게스트(2023.06.04)
- 2023년 MBC 《전지적 참견 시점》 - 게스트(2023.07.29)
- 2024년 MBC 《라디오스타》 - 게스트(2024.03.13)
- 2022년 tVN 《놀라운 토요일》 - 게스트(2024.03.30)

### 라디오
- 2021년 SBS 파워FM 《김영철의 파워FM》 - 〈그러면 안돼〉 - 게스트(2021.02.26)
- 2021년 SBS 파워FM 《두시탈출 컬투쇼》 - 〈특별 초대석〉 - 게스트(2021.05.20)

### 광고
- 2020년 투쿨포스쿨 아트클라스 바이로댕 피니쉬 세팅팩트
- 2021년 헨켈홈케어코리아 홈키파∙홈매트 제로라인

## 수상 및 후보
| 연도 | 시상식       | 부문            | 작품                   | 결과 |
| ---- | ------------ | --------------- | ---------------------- | ---- |
| 2020 | SBS 연기대상 | 팀부문 조연상   | 스토브리그             | 수상 |
| 2020 | SBS 연기대상 | 남자 신인연기상 | 스토브리그, 펜트하우스 | 후보 |